# Sellette (Ancien Régime)
Pour les articles homonymes, voir Sellette.
 (janvier 2012).
Si vous disposez d'ouvrages ou d'articles de référence ou si vous connaissez des sites web de qualité traitant du thème abordé ici, merci de compléter l'article en donnant les références utiles à sa vérifiabilité et en les liant à la section « Notes et références ».
La sellette était un petit banc en bois des tribunaux de l’Ancien Régime où s’asseyaient les prévenus. La petitesse et la position basse du banc visaient à ôter sa dignité à l’accusé. Sous la Révolution française, c’était devenu un symbole de l’oppression de la noblesse.
Dans le document Lettres Patentes du Roi, en forme d'édit, Portant Sanction du Décret de l'Assemblée Nationale, sur la réformation de quelques points de la Jurisprudence criminelle, le décret des 8 et 9 octobre 1789 dispose que « l’usage de la sellette au dernier interrogatoire, & la question dans tous les cas, sont abolis ».
En réalité la sellette et la question  avaient déjà été abolies par le lit de justice du 8 mai 1788.

## Citations célèbres
Les révolutionnaires ont sans doute utilisé le mot dans leurs discours. Un des plus célèbres est présent dans le roman de Jean-Joseph Regnault-Warin, Le Cimetière de la Madeleine (1800-1801), où il fait dire à Robespierre lors de l’accusation de Louis XVI : « Asseyons sur une sellette celui qui se plaçait sur un trône ».
« Te voilà enfin sur la sellette, infâme Brissot », écrit aussi Hébert.

## Expression contemporaine
De nos jours, l’expression « être sur la sellette » n’a plus la même connotation judiciaire. Elle est utilisée pour indiquer qu’une personne risque son poste ou qu’elle fait l’objet d’une attention soutenue dans le but de lui porter tort.